# Stadio della Slesia
Lo stadio della Slesia (in polacco Stadion Śląski) è uno stadio calcistico della città di Chorzów. È di proprietà dello Stato.

## Storia
La costruzione dello stadio è iniziata nel 1951 ed è finita nel 1956. Il 22 luglio 1956 è stato inaugurato con la partita tra Polonia e Germania dell'Est, terminata con la sconfitta della squadra polacca per 0-2.
Nel 1959 lo stadio venne dotato di impianto di illuminazione. Dal 2011 la capacità dello stadio è di 54 378 spettatori, ma in passato la capienza era stata anche di oltre 100.000 spettatori, con il record di 120.000 spettatori in occasione della partita del 18 settembre 1963 tra Górnik Zabrze e Austria Vienna, terminata 1-0 per la squadra polacca.
Lo stadio è stato ricostruito dal 2009 al 2011, anno in cui è avvenuta l'inaugurazione.

### Incontri della nazionale di calcio della Polonia
| No. | Data              | Partita                         | Risultato | Spettatori |
| --- | ----------------- | ------------------------------- | --------- | ---------- |
| 1   | 22 giugno 1956    | Polonia – Germania Est          | 0:2       | 90 000     |
| 2   | 20 ottobre 1957   | Polonia – Unione Sovietica      | 2:1       | 100 000    |
| 3   | 11 maggio 1958    | Polonia – Irlanda               | 2:2       | 80 000     |
| 4   | 14 settembre 1958 | Polonia – Ungheria              | 1:3       | 90 000     |
| 5   | 28 giugno 1959    | Polonia – Spagna (QE)           | 2:4       | 100 000    |
| 6   | 8 novembre 1959   | Polonia – Finlandia             | 6:2       | 22 000     |
| 7   | 26 giugno 1960    | Polonia – Bulgaria              | 4:0       | 25 000     |
| 8   | 25 giugno 1961    | Polonia – Jugoslavia (QM)       | 1:1       | 100 000    |
| 9   | 5 novembre 1961   | Polonia – Danimarca             | 5:0       | 10 000     |
| 10  | 10 ottobre 1962   | Polonia – Irlanda del Nord(QE)  | 0:2       | 50 000     |
| 11  | 2 giugno 1963     | Polonia – Romania               | 1:1       | 40 000     |
| 12  | 23 maggio 1965    | Polonia – Scozia (QM)           | 1:1       | 80 000     |
| 13  | 3 maggio 1966     | Polonia – Ungheria              | 1:1       | 95 000     |
| 14  | 5 luglio 1966     | Polonia – Inghilterra           | 0:1       | 70 000     |
| 15  | 21 maggio 1967    | Polonia – Belgio (QE)           | 3:1       | 65 000     |
| 16  | 24 aprile 1968    | Polonia – Turchia               | 8:0       | 35 000     |
| 17  | 30 ottobre 1968   | Polonia – Irlanda               | 1:0       | 18 000     |
| 18  | 7 settembre 1969  | Polonia – Paesi Bassi (QM)      | 2:1       | 85 000     |
| 19  | 14 ottobre 1970   | Polonia – Albania (QE)          | 3:0       | 10 000     |
| 20  | 6 giugno 1973     | Polonia – Inghilterra (QM)      | 2:0       | 90 000     |
| 21  | 26 settembre 1973 | Polonia – Galles (QM)           | 3:0       | 90 000     |
| 22  | 10 settembre 1975 | Polonia – Paesi Bassi (QE)      | 4:1       | 85 000     |
| 23  | 24 marzo 1976     | Polonia – Argentina             | 1:2       | 60 000     |
| 24  | 21 settembre 1977 | Polonia – Danimarca (QM)        | 4:1       | 80 000     |
| 25  | 29 settembre 1977 | Polonia – Portogallo (QM)       | 1:1       | 80 000     |
| 26  | 4 aprile 1979     | Polonia – Ungheria              | 1:1       | 60 000     |
| 27  | 2 maggio 1979     | Polonia – Paesi Bassi (QE)      | 2:0       | 85 000     |
| 28  | 26 settembre 1979 | Polonia – Germania Est (QE)     | 1:1       | 70 000     |
| 29  | 6 giugno 1980     | Polonia – Cecoslovacchia        | 1:1       | 45 000     |
| 30  | 2 maggio 1981     | Polonia – Germania Est (QM)     | 1:0       | 80 000     |
| 31  | 2 settembre 1981  | Polonia – Germania Ovest        | 0:2       | 70 000     |
| 32  | 22 maggio 1983    | Polonia – Unione Sovietica (QE) | 1:1       | 75 000     |
| 33  | 11 settembre 1985 | Polonia – Belgio (QM)           | 0:0       | 75 000     |
| 34  | 16 novembre 1985  | Polonia – Italia                | 1:0       | 20 000     |
| 35  | 19 ottobre 1988   | Polonia – Albania (QM)          | 1:0       | 35 000     |
| 36  | 11 ottobre 1989   | Polonia – Inghilterra (QM)      | 0:0       | 35 000     |
| 37  | 15 ottobre 1989   | Polonia – Svezia (QM)           | 0:2       | 15 000     |
| 38  | 29 maggio 1993    | Polonia – Inghilterra (QM)      | 1:1       | 65 000     |
| 39  | 2 aprile 1997     | Polonia – Italia (QM)           | 0:0       | 32 000     |
| 40  | 31 maggio 1997    | Polonia – Inghilterra (QM)      | 0:2       | 30 000     |
| 41  | 27 maggio 1998    | Polonia – Russia                | 3:1       | 8 000      |
| 42  | 31 marzo 1999     | Polonia – Svezia (QE)           | 0:1       | 30 000     |
| 43  | 1º settembre 2001 | Polonia – Norvegia (QM)         | 3:0       | 42 000     |
| 44  | 6 ottobre 2001    | Polonia – Ucraina (QM)          | 1:1       | 35 000     |
| 45  | 29 marzo 2003     | Polonia – Ungheria              | 0:0       | 47 000     |
| 46  | 10 settembre 2003 | Polonia – Svezia (QE)           | 0:2       | 20 000     |
| 47  | 8 settembre 2004  | Polonia – Inghilterra (QM)      | 1:2       | 45 000     |
| 48  | 3 settembre 2005  | Polonia – Austria (QM)          | 3:2       | 45 000     |
| 49  | 31 maggio 2006    | Polonia – Colombia              | 1:2       | 40 000     |
| 50  | 11 ottobre 2006   | Polonia – Portogallo (QE)       | 2:1       | 44 000     |
| 51  | 17 novembre 2007  | Polonia – Belgio (QE)           | 2:0       | 47 000     |
| 52  | 1º giugno 2008    | Polonia – Danimarca             | 1:1       | 35 000     |
| 53  | 11 ottobre 2008   | Polonia – Rep. Ceca (QM)        | 2:1       | 47 000     |
| 54  | 5 settembre 2009  | Polonia – Irlanda del Nord (QM) | 1:1       | 45 000     |
| 55  | 14 ottobre 2009   | Polonia – Slovacchia (QM)       | 0:1       | 4 000      |
| 56  | 27 marzo 2018     | Polonia – Corea del Sud         | 3:2       | 53 000     |
| 57  | 11 ottobre 2018   | Polonia – Portogallo (NL)       | 2:3       | 48 783     |
| 58  | 14 ottobre 2018   | Polonia – Italia (NL)           | 0:1       | 41 692     |
| 59  | 18 novembre 2020  | Polonia – Paesi Bassi (NL)      | 1:2       | 0          |

### Incontri valevoli per le coppe europee
| No. | Coppa              | Data              | Partita                             | Risultato | Spettatori |
| --- | ------------------ | ----------------- | ----------------------------------- | --------- | ---------- |
| 1   | Coppa dei Campioni | 13 settembre 1961 | Górnik Zabrze – Tottenham           | 4:2       | 55 000     |
| 2   | Coppa dei Campioni | 12 settembre 1962 | Polonia Bytom – Panathīnaïkos       | 2:1       | 30 000     |
| 3   | Coppa dei Campioni | 18 novembre 1962  | Polonia Bytom – Galatasaray         | 1:0       | 10 000     |
| 4   | Coppa dei Campioni | 18 settembre 1963 | Górnik Zabrze – Austria Vienna      | 1:0       | 120 000    |
| 5   | Coppa dei Campioni | 13 novembre 1963  | Górnik Zabrze – Dukla Praga         | 2:0       | 100 000    |
| 6   | Coppa dei Campioni | 20 settembre 1964 | Górnik Zabrze – Dukla Praga         | 3:0       | 80 000     |
| 7   | Coppa dei Campioni | 22 settembre 1965 | Górnik Zabrze – LASK                | 2:1       | 60 000     |
| 8   | Coppa dei Campioni | 28 noviembre 1965 | Górnik Zabrze – Sparta Praga        | 1:2       | 35 000     |
| 9   | Coppa dei Campioni | 20 settembre 1967 | Górnik Zabrze – Djurgården          | 3:0       | 45 000     |
| 10  | Coppa dei Campioni | 9 novembre 1967   | Górnik Zabrze – Dinamo Kiev         | 1:1       | 100 000    |
| 11  | Coppa dei Campioni | 13 marzo 1968     | Górnik Zabrze – Manchester Utd      | 1:0       | 90 000     |
| 12  | Coppa delle Coppe  | 1º ottobre 1969   | Górnik Zabrze – Olympiacos          | 5:0       | 30 000     |
| 13  | Coppa delle Coppe  | 12 novembre 1969  | Górnik Zabrze – Rangers             | 3:1       | 80 000     |
| 14  | Coppa delle Coppe  | 18 marzo 1970     | Górnik Zabrze – Levski Sofia        | 2:1       | 100 000    |
| 15  | Coppa delle Coppe  | 15 aprile 1970    | Górnik Zabrze – Roma                | 2:2       | 100 000    |
| 16  | Coppa delle Fiere  | 16 settembre 1970 | GKS Katowice – Barcellona           | 0:1       | 85 000     |
| 17  | Coppa delle Fiere  | 16 settembre 1970 | Ruch Chorzów – Fiorentina           | 1:1       | 85 000     |
| 18  | Coppa delle Coppe  | 10 marzo 1971     | Górnik Zabrze – Manchester City     | 2:0       | 90 000     |
| 19  | Coppa dei Campioni | 29 settembre 1971 | Górnik Zabrze – Olympique Marsiglia | 1:1       | 70 000     |
| 20  | Coppa dei Campioni | 8 noviembre 1973  | Górnik Zabrze – Dinamo Kiev         | 2:1       | 70 000     |
| 21  | Coppa dei Campioni | 18 settembre 1985 | Górnik Zabrze – Bayern Monaco       | 1:2       | 60 000     |
| 22  | Coppa delle Coppe  | 2 ottobre 1986    | GKS Katowice – Fram Reykjavík       | 1:0       | 20 000     |
| 23  | Coppa delle Coppe  | 22 ottobre 1986   | GKS Katowice – Sion                 | 2:2       | 10 000     |
| 24  | Coppa UEFA         | 5 ottobre 1988    | GKS Katowice – Rangers              | 2:4       | 30 000     |
| 25  | Coppa dei Campioni | 26 ottobre 1988   | Górnik Zabrze – Real Madrid         | 0:1       | 55 000     |
| 26  | Coppa dei Campioni | 13 settembre 1989 | Ruch Chorzów – Sredec Sofia         | 1:1       | 15 000     |
| 27  | Coppa UEFA         | 14 settembre 2000 | Ruch Chorzów – Inter                | 0:3       | 20 000     |

## Atletica leggera
Lo Stadio della Slesia è attrezzato con una pista per l'atletica leggera a 9 corsie "Sportflex Super X 720 K39" posata dalla Mondo nel 2017. Possiede inoltre il certificato IAAF Classe 1, necessario per ospitare le gare internazionali di atletica leggera.
Ospita annualmente il Janusz Kusociński Memorial.
Nel 2021 ha ospitato le World Athletics Relays e i Campionati europei a squadre di atletica leggera. Nel 2023 ha nuovamente ospitato i Campionati europei a squadre nell'ambito dei III Giochi europei.